# Peltephilus
Peltephilus és un gènere d'armadillo extint de la família dels peltefílids que visqué entre l'Oligocè i el Miocè a l'Argentina.
Tenia les dimensions d'un gos de mida mitjana i el cos protegit per una quinzena de bandes còrnies. Les zones no cuirassades del cos estaven recobertes d'un pèl tofut i híspid. Les parts cuirassades també tenien un borrissol curt.
El tret realment característic d'aquest animal era la presència al musell de dues protuberàncies còrnies piramidals en forma de banya, que probablement tenien la funció de protegir els ulls.
A banda de les marmotes cornudes del gènere Ceratogaulus, aquest armadillo és un dels pocs animals excavadors dotats de banyes.
A causa de les seves grans dents triangulars, durant molt de temps es cregué que havia estat un animal carnívor. El 1997, tanmateix, els científics Vizcaíno i Farina demostraren que Peltephilus era en realitat un herbívor.